# Prudential plc
Prudential plc är ett brittiskt multinationellt försäkringsbolag tillika investmentbolag som erbjuder olika sorters finansiella tjänster och försäkringar som livförsäkringar och pensionsförsäkringar till sina 24 miljoner kunder i fler än 50 länder världen över. De rankades 2015 som världens 56:e- och Storbritanniens fjärde största publika bolag.
Företaget bildades 30 maj 1848 som Prudential Mutual Assurance Investment and Loan Association och 19 år senare blev man Prudential Assurance Company. Efter att man hade genomfört en rad företagsförvärv och fusioner beslöt man att byta namn till Prudential Corporation. 1999 fick man sitt nuvarande företagsnamn.
För 2015 hade de en omsättning på omkring £41,3 miljarder och förvaltade ett kapital på nästan en halv biljon brittiska pund samt hade en personalstyrka på 25 512 anställda. Deras huvudkontor ligger i London i England.